# 津市立長野小学校
津市立長野小学校（つしりつながのしょうがっこう）は、三重県津市美里町北長野にあった公立小学校。

## 概要
- 校舎：2階建
- 運動場
- 講堂兼屋内体育館
- プール
- 校歌
  - 作詞：村井一雄
  - 作曲：昭和59年（1984年）度卒業生

## 沿革
- 1875年（明治8年）7月15日 - 北長野村に長野学校開設
- 1882年（明治15年） - 南長野村に南長野分校設置
- 1890年（明治23年） - 北長野赤田に新校舎を設置 7月15日を創立記念日とする。
- 1941年（昭和16年） - 長野国民学校と改称
- 1947年（昭和22年） - 長野村立長野小学校と改称
- 1954年（昭和29年） - 美里村立長野小学校と改称
- 1984年（昭和59年） - 北長野1435番地に校舎を移転 新校舎 講堂 プールが完成
- 2006年（平成18年） - 市町村合併により津市立長野小学校と改称
- 2017年（平成29年） - 津市立高宮小学校・辰水小学校・美里中学校と統合し、津市立みさとの丘学園を開校するため閉校[1][2]。

## 年間行事
| 月   | 行事                        |
| ---- | --------------------------- |
| 4月  | 始業式 入学式 春の遠足      |
| 5月  | 6年修学旅行                 |
| 7月  | 終業式                      |
| 9月  | 始業式 ふれあい運動会       |
| 10月 | 秋の遠足                    |
| 12月 | マラソン大会 終業式         |
| 1月  | 始業式                      |
| 2月  | 新入児入学説明会            |
| 3月  | 6年生を送る会 卒業式 修了式 |

## 周辺

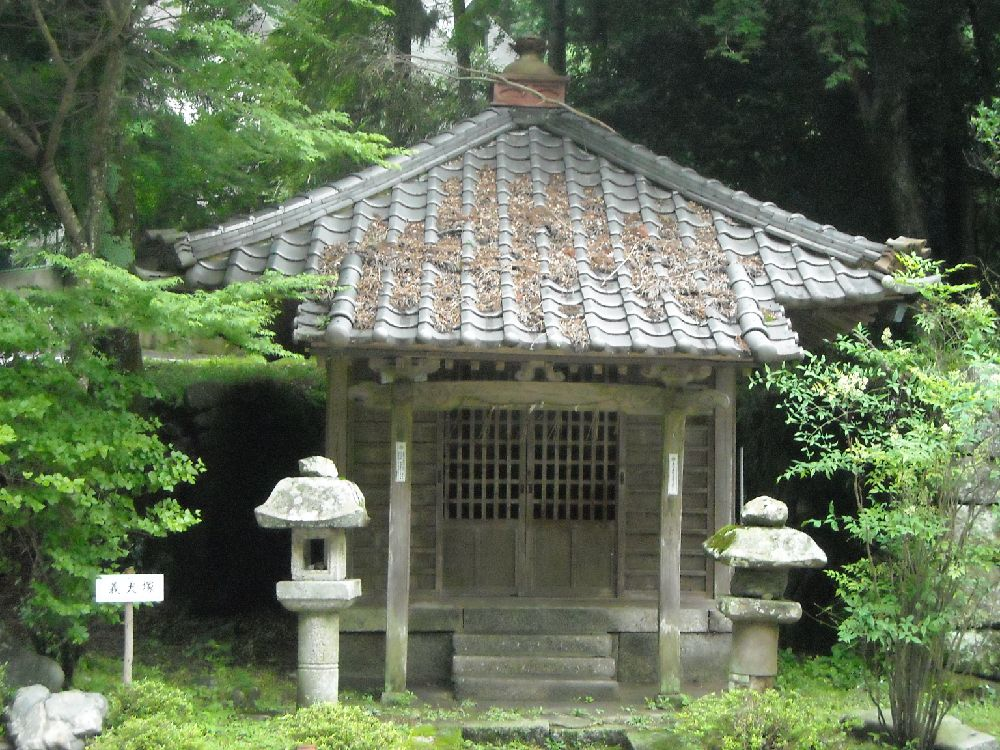
犬塚

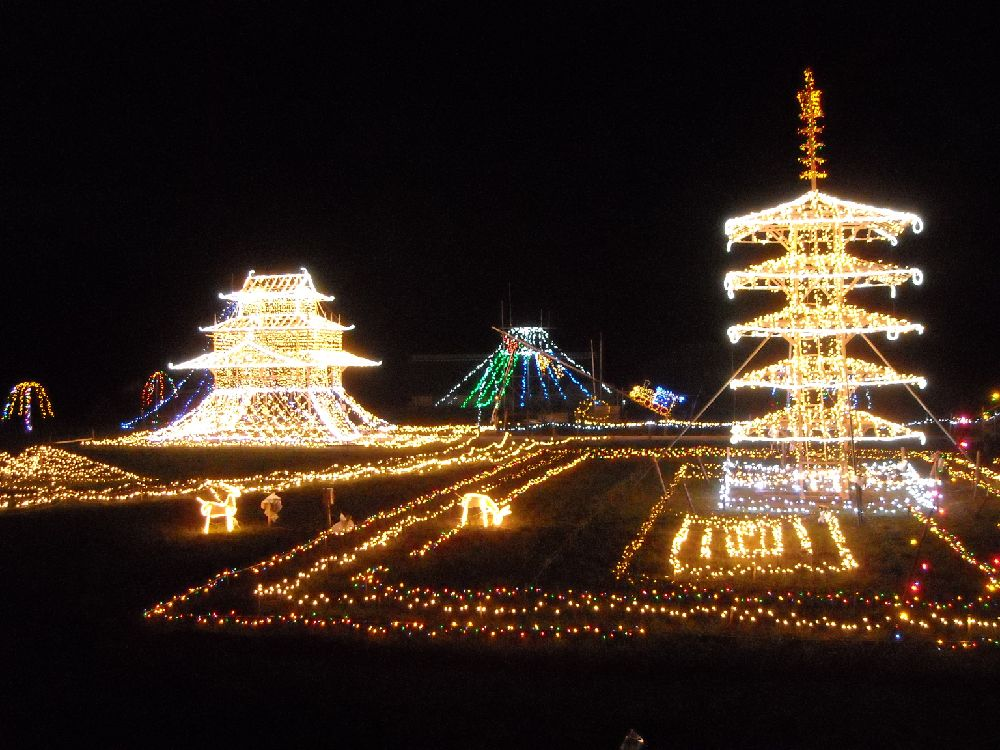
南長野

- 犬塚伝説発祥の地　　犬塚
- イルミネーションファンタジー

## 交通アクセス
- 津市街から　国道163号を伊賀市方向に車で30分北長野口の信号右折1分
- 地図